# Belejovce
Belejovce este o comună slovacă, aflată în districtul Svidník din regiunea Prešov, pe malul râului Jedľovský potok⁠(d). Localitatea se află la altitudinea de 454 m deasupra n.m., se întinde pe o suprafață de 3,08 km2 și în 2017 număra 17 locuitori.

## Istoric
Localitatea Belejovce este atestată documentar din 1600.

## Demografie
| An:                | 1994 | 2004    | 2014 | 2024    |
| ------------------ | ---- | ------- | ---- | ------- |
| Număr de persoane: | 17   | 20      | 22   | 28      |
| Diferență:         |      | +17,64% | +10% | +27,27% |

| An:                | 2023 | 2024   |
| ------------------ | ---- | ------ |
| Număr de persoane: | 28   | 28     |
| Diferență:         |      | −1,42% |